# Ankarsrum
Ankarsrum – miejscowość (tätort) w Szwecji, w regionie administracyjnym (län) Kalmar, w gminie Västervik.
Według danych Szwedzkiego Urzędu Statystycznego liczba ludności wyniosła: 1234 (31 grudnia 2015), 1328 (31 grudnia 2018) i 1328 (31 grudnia 2019).